# Giovanni Franzoni (sciatore)
Giovanni Franzoni (30 marzo 2001) è uno sciatore alpino italiano, vincitore della Coppa Europa nel 2022.

## Biografia
Originario di Manerba del Garda e attivo in gare FIS dal novembre del 2017, in Coppa Europa Franzoni ha esordito il 20 febbraio 2018 a Sarentino in discesa libera (84º) e ha conquistato il primo podio il 14 febbraio 2020 a Sella Nevea in combinata (2º). Ha debuttato in Coppa del Mondo il 20 dicembre 2020 in Alta Badia in slalom gigante, senza qualificarsi per la seconda manche, e ai Campionati mondiali a Cortina d'Ampezzo 2021, dove si è classificato 14º nello slalom gigante, 23º nella combinata e non si è qualificato per la finale nello slalom parallelo; ai successivi Mondiali juniores di Bansko 2021 ha vinto la medaglia d'oro nel supergigante e quella d'argento nello slalom gigante, mentre il 30 novembre dello stesso anno ha conquistato a Zinal in supergigante la prima vittoria in Coppa Europa. Ai Mondiali juniores di Panorama 2022 ha vinto la medaglia d'oro nella discesa libera e nella combinata e quella di bronzo nel supergigante; al termine di quella stagione 2021-2022 si è aggiudicato la Coppa Europa. Ai Mondiali di Saalbach-Hinterglemm 2025 si è piazzato 21º nella discesa libera, 20º nello slalom gigante e non ha completato il supergigante; non ha preso parte a rassegne olimpiche.

## Palmarès

### Mondiali juniores
- 5 medaglie:
  - 3 ori (supergigante a Bansko 2021; discesa libera, combinata a Panorama 2022)
  - 1 argento (slalom gigante a Bansko 2021)
  - 1 bronzo (supergigante a Panorama 2022)

### Coppa del Mondo
- Miglior piazzamento in classifica generale: 49º nel 2025

### Coppa Europa
- Vincitore della Coppa Europa nel 2022
- Vincitore della classifica di supergigante nel 2022
- 10 podi:
  - 3 vittorie
  - 5 secondi posti
  - 2 terzi posti

#### Coppa Europa - vittorie
| Data             | Località             | Paese    | Specialità |
| ---------------- | -------------------- | -------- | ---------- |
| 30 novembre 2021 | Zinal                | Svizzera | SG         |
| 27 gennaio 2022  | Saalbach-Hinterglemm | Austria  | SG         |
| 15 febbraio 2022 | Oppdal               | Norvegia | SG         |

Legenda:

SG = supergigante

### Campionati italiani
- 6 medaglie:
  - 3 ori (combinata nel 2021; supergigante, slalom gigante nel 2025)
  - 2 argenti (slalom gigante nel 2022; discesa libera nel 2025)
  - 1 bronzo (supergigante nel 2024)